# Neoaviculovulsa coraliocola
Neoaviculovulsa coraliocola is een tweekleppigensoort uit de familie van de Malleidae. De wetenschappelijke naam van de soort is voor het eerst geldig gepubliceerd in 1987 door Okutani & Kusakari.